# Gyarmati Olga
Gyarmati Olga, Várkonyi Tamásné, Aczél Tamásné (Debrecen, 1924. október 5. – Greenfield, Massachusetts, Amerikai Egyesült Államok, 2013. október 27.) olimpiai bajnok magyar atléta, távolugró, futó, gátfutó.

## Sportpályafutása
1941-től a Debreceni TE, majd 1947-től a Budapesti Vasas atlétájaként sportolt. A sportág rendkívül tehetséges és sokoldalú képviselője volt. Versenyzett rövidtávfutásban, gátfutásban, távolugrásban, magasugrásban, ötpróbában és a női dobószámokban is. Első magyar bajnoki címét tizenhét évesen, 1941-ben nyerte. Később valamennyi számban szerzett egyéni vagy csapatbajnoki címet. Számos országos csúcsot állított fel. Ő volt az első magyar futónő, aki 12 másodpercen belül futotta a 100 métert (1951), az első magyar gátfutónő, aki 12 másodpercen belüli eredményt ért el 80 méteres gátfutásban (1948) és ő volt az első magyar távolugrónő, aki túlugrotta a hat métert (1953). Az 1954-es berni Eb-n 15. lett távolugrásban.
1947-től 1956-ig szerepelt a magyar válogatottban. Az 1948. évi nyári olimpiai játékokon – a játékok történetében először kiírt – női távolugrásban olimpiai bajnoki címet szerzett. Az olimpiák történetében övé a magyar női atlétika második aranyérme. Főiskolai világbajnokságokon 1949-ben távolugrásban, 1951-ben 200 méteren lett aranyérmes. Részt vett az 1952-es olimpián. Távolugrásban 10., 100 méteren és a 4 × 100 méteres váltóban helyezetlen volt. Indult az 1956. évi olimpián is, ahol távolugrásban 11. volt.
1956-ban az olimpiáról nem tért haza, és Angliában telepedett le. Második férje Aczél Tamás író lett, akivel 1966-ban az Egyesült Államokba költözött. A Massachusetts állam északi részén található Orange városában élt. Férje halála után Greenfieldbe költözött.
2013. október 27-én hunyt el. A magyar média a hírt 2014. január 11-én közölte. Hamvait -férje egykori munkahelyén- az Amherst Egyetemen (University of Massachusetts Amherst) helyezték el.

## Magyar rekordjai
100 m
- 12,4 (1948)
- 12,2 (1950)
- 11,9 (1951)

200 m
- 25,6 (1950)
- 25,2 (1950)
- 24,8 (1951)

80 m gát
- 12,1 (1948)
- 11,9 (1948)
- 11,7 (1949)
- 11,4 (1950)
- 11,3 (1951)
- 11,2 (1955. augusztus 31., Budapest)
- 11,1 (1956)

Távolugrás
- 563 cm (1948)
- 599 cm (1948)
- 623 cm (1953. szeptember 19., Budapest)

Ötpróba
- 4157 (1950. október 21., Budapest)

## Sporteredményei
Olimpiai játékok
- Olimpiai bajnok 1948 távolugrás (569,5 cm)

Főiskolai világbajnokság
- aranyérmes (2): 1949 távolugrás (595 cm), 1951 200 m síkfutás (25,4)
- ezüstérmes (3): 1949 4 × 200 m váltófutó, 80 m gátfutás, 1951 távolugrás
- bronzérmes (2): 1951 80 m gátfutás, 4 × 200 m váltófutás

Magyar bajnokság
- 100 m síkfutás
  - aranyérmes (1941, 1949, 1951)
  - ezüstérmes (1948, 1953)
  - bronzérmes (1952)
- 200 m síkfutás
  - aranyérmes (1951, 1952)
- 80 m gátfutás
  - aranyérmes (1948, 1949, 1951, 1952, 1953, 1954, 1955)
  - ezüstérmes (1956)
- magasugrás
  - aranyérmes (1942, 1949)
  - bronzérmes (1941, 1943)
- távolugrás
  - aranyérmes (1948, 1949, 1951, 1952, 1953, 1954, 1955, 1956)
  - bronzérmes (1942)
- ötpróba
  - aranyérmes (1950, 1955)
  - ezüstérmes (1949)
- 4 × 100 m váltó
  - aranyérmes (1950, 1951, 1952)
- 4 × 200 m váltó 
  - aranyérmes (1950)
- magasugrás csapat
  - aranyérmes (1950)
- távolugrás csapat
  - aranyérmes (1950)
- súlylökés csapat
  - aranyérmes (1950)

## Díjai, elismerései
- Magyar Köztársasági Sportérdemérem arany fokozat (1949)[13]
- Magyar Népköztársasági Érdemrend V. fokozat (1951)[14]
- A Magyar Népköztársaság Kiváló Sportolója (1951)[15]
- A Magyar Népköztársaság Érdemes Sportolója (1954)[16]